# FC Viktoria Neupotz
Der FC Viktoria Neupotz 1920 e. V. ist ein deutscher Fußballverein mit Sitz in der rheinland-pfälzischen Ortsgemeinde Neupotz innerhalb der Verbandsgemeinde Jockgrim im Landkreis Germersheim. Die erste Mannschaft des Vereins spielte in den 1960er und 1970er Jahren drei Spielzeiten lang in der 1. Amateurliga Südwest.

## Geschichte
Der Verein stieg zur Saison 1969/70 in die 1. Amateurliga Südwest auf, dort langte es am Ende der Spielzeit mit 27:33 Punkten für den 11. Platz auf der Abschlusstabelle. Nach einem ordentlichen achten Platz in der Folgesaison, ging es jedoch schließlich am Ende der Spielzeit 1971/72 mit 19:41 Punkten über den 14. Platz dann doch wieder nach unten in die 2. Amateurliga.
In der Saison 2003/04 spielte der Verein in der Kreisliga Südpfalz und platzierte sich mit 60 Punkten dort auf dem zweiten Platz der Tabelle. Nach der Spielzeit 2005/06 ging es mit lediglich 18 Punkten über den 16. und damit letzten Platz dann jedoch hinunter in die 1. Kreisklasse Südpfalz. Mit 75 Punkten gelang hier in der Saison 2008/09 dann schließlich die Meisterschaft und damit der Wiederaufstieg in die Kreisliga. Aus dieser wurde dann in der Saison 2013/14 die B-Klasse, wo der Verein auch noch bis heute spielt.

## Persönlichkeiten
- Gerhard Settelmeyer (* 1940), vorher u. a. Spieler beim 1. FC Kaiserslautern und später Spielertrainer während der Amateurliga Zeit des Vereins